# Zénino
Zénino - Зенино (rus) - és un poble de l'óblast de Bélgorod, a Rússia. El 2010 tenia 582 habitants. Pertany al districte (raion) de Véidelevka.